# Jokkmokk
Jokkmokk (v lulejské sámštině Jåhkåmåhkke, v severní sámštině Dálvvadis a ve finštině Jokimukka) je sídlo v severním Švédsku s 2800 obyvateli. Je střediskem stejnojmenné obce v kraji Norrbotten a patří mezi Laponská území, zapsaná na seznam Světové dědictví. Jokkmokkem prochází železniční trať Inlandbanan a Evropská silnice E45. Město leží na řece Lilla Luleälven 10 km severně od polárního kruhu a má subpolární podnebí.
Osada byla založena v roce 1602 a její název pochází z domorodého výrazu jåhkå måhkke (zákrut řeky).
Jokkmokk je kulturním a hospodářským střediskem švédských Sámů. Nachází se zde muzeum sámské kultury Ájtte a laponské gymnázium, každoročně začátkem února se koná velký trh, na který přicházejí lidé z dalekého okolí. Turisty láká také místní alpinárium, vyhlídkový bod Storknabben, nedaleké středisko zimních sportů Kåbdalis a národní park Muddus.
V obci Jokkmokk je nejnižší průměrný příjem ve Švédsku.